# Fläschenspitz
Fläschenspitz är en bergstopp i Schweiz.   Den ligger i distriktet Bezirk Schwyz och kantonen Schwyz, i den centrala delen av landet, 110 km öster om huvudstaden Bern. Toppen på Fläschenspitz är 2 073 meter över havet, eller 189 meter över den omgivande terrängen. Bredden vid basen är 1,7 km.
Terrängen runt Fläschenspitz är bergig åt sydost, men åt nordväst är den kuperad. Närmaste större samhälle är Schwyz, 16,5 km väster om Fläschenspitz. 
Trakten runt Fläschenspitz består i huvudsak av gräsmarker. Runt Fläschenspitz är det glesbefolkat, med 19 invånare per kvadratkilometer.